# Léogâne
Léogâne (hait. Leyogàn) – miasto portowe na Haiti w Departamencie Zachodnim. Miasto leży około 29 km na zachód od Port-au-Prince, stolicy kraju.